# 希氏丽椋鸟
希氏丽椋鸟（学名：Lamprotornis hildebrandti）是一種椋鳥科鳥類。该物种以德国收藏家约翰内斯·希尔德布兰特（Johannes Hildebrandt）的名字命名，他是捐贈第一個希氏麗椋鳥標本的人。

## 分布和习性
希氏丽椋鸟分布于肯亚和坦桑尼亚海拔500-2,200米（1,600-7,200英尺）区域。它的栖息地是开放的林地和多刺高灌丛地区。这个物种常常被记录为非常见，但是经常在常见和非常见之间变化。它被国际自然保护联盟列为无危物种。其栖息地不受威胁，并且有许多保护区域。

## 描述
希氏丽椋鸟长度为18厘米，重量为50-69克。成鸟上半部分有明亮的闪光羽毛。和其同属的鸟类一样，这种闪亮的色彩来自其大量的细小的羽毛结构的反射。头部和上半部分基本为蓝色，翅膀为棕绿色，尾羽为蓝色。喉部和上胸部为有光泽的紫色，尾部为蓝绿色。中胸部和上腹部为橙色，下腹部为红褐色。虹膜为橙红色，而啄和腿为黑色。雌性和雄性具有相同外观。幼鸟则差别很大，上半身为碳灰色，下半身为栗棕色。
该物种能发出很多声音。歌唱时的声音类似“ch-rak ch-rak chee-chee-wee chee-wee rak rak rak”，而在紧急情况下发出“chu-ee”声，互相联络时发出“chule”声。

## 行为

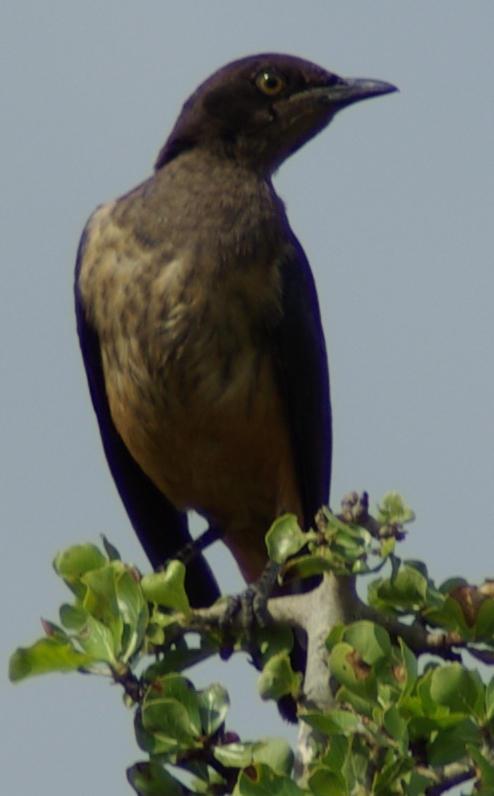
幼鸟，拍摄自肯亚

希氏丽椋鸟以昆虫和水果为食，昆虫占据比例明显较多。根据观察，它们吃甲虫和草蜢，以及飞行的白蚁。一些鸟的胃部也发现了水果种子，包括云南假虎刺、盐肤木属植物等。它们通常成对或者小群地在地面进食，有时也跟随大型哺乳动物，捕捉它们行动时带起的昆虫。它们也和其他椋鸟混群。
希氏丽椋鸟是一种季节性筑巢的鸟类，它们于3 至5月和10月至12月筑巢，在肯亚的一些地区为5月到7月。它们通常成对生活，不过也有不少成群生活的记录。它们通常在植物的枝干上已被弃用的啄木鸟的巢上筑巢。目前没有关于它们在篱笆、灯柱和电线杆筑巢的记录。它们和大蓝耳椋鸟（Greater Blue-eared Starling）竞争筑巢地点。关于它们的筑巢行为知之甚少，目前已知每次下蛋3-4枚，父母双方都参与喂养幼鸟。